# Garcinia microstigma
Garcinia microstigma är en tvåhjärtbladig växtart som beskrevs av Wilhelm Sulpiz Kurz. Garcinia microstigma ingår i släktet Garcinia och familjen Clusiaceae. Inga underarter finns listade i Catalogue of Life.